# 紀元前3世紀

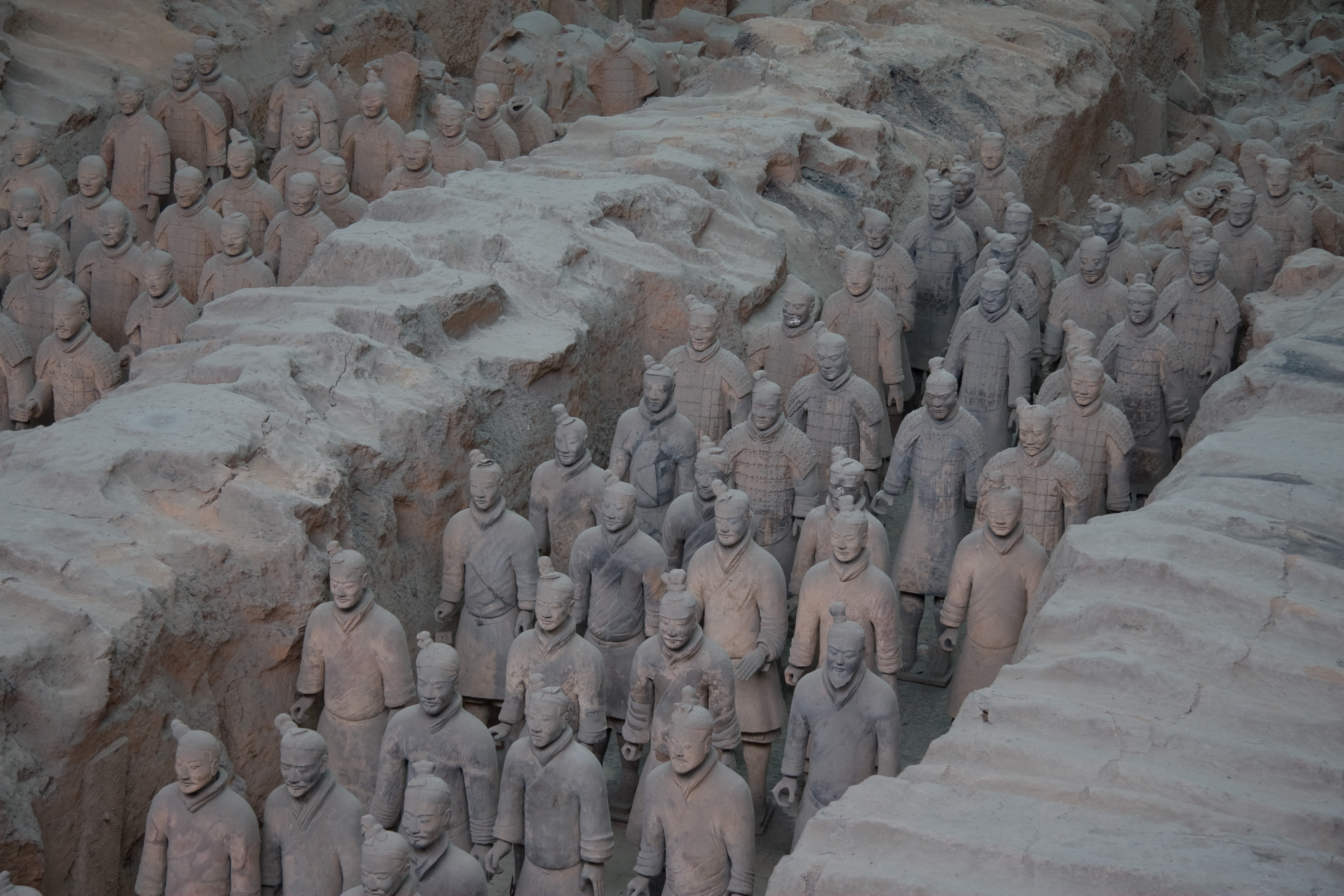
秦の中国統一。秦の始皇帝により春秋戦国の混乱に終止符が打たれ、強力な中央集権体制が進められた。画像は始皇帝陵から出土した兵馬俑の一団。

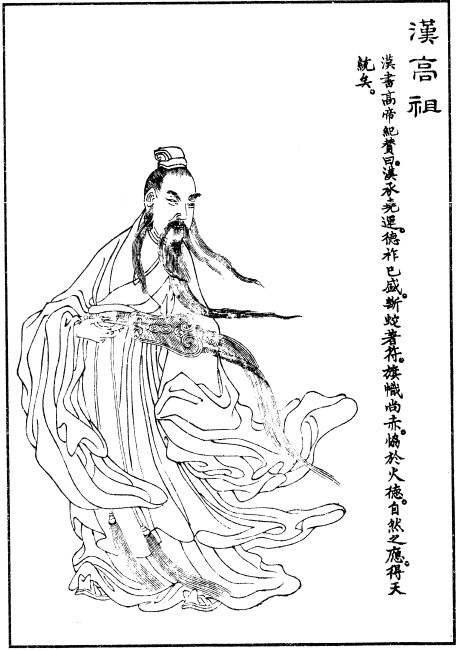
前漢の建国。秦の統一が15年で破綻すると各地で反乱が相次いだが、項羽らを倒し再び中国をまとめ上げたのが劉邦であり、市井の民から前漢の初代皇帝高祖となった人物である。画像は清の上官周が描いた『晩笑堂画伝』の劉邦の肖像。

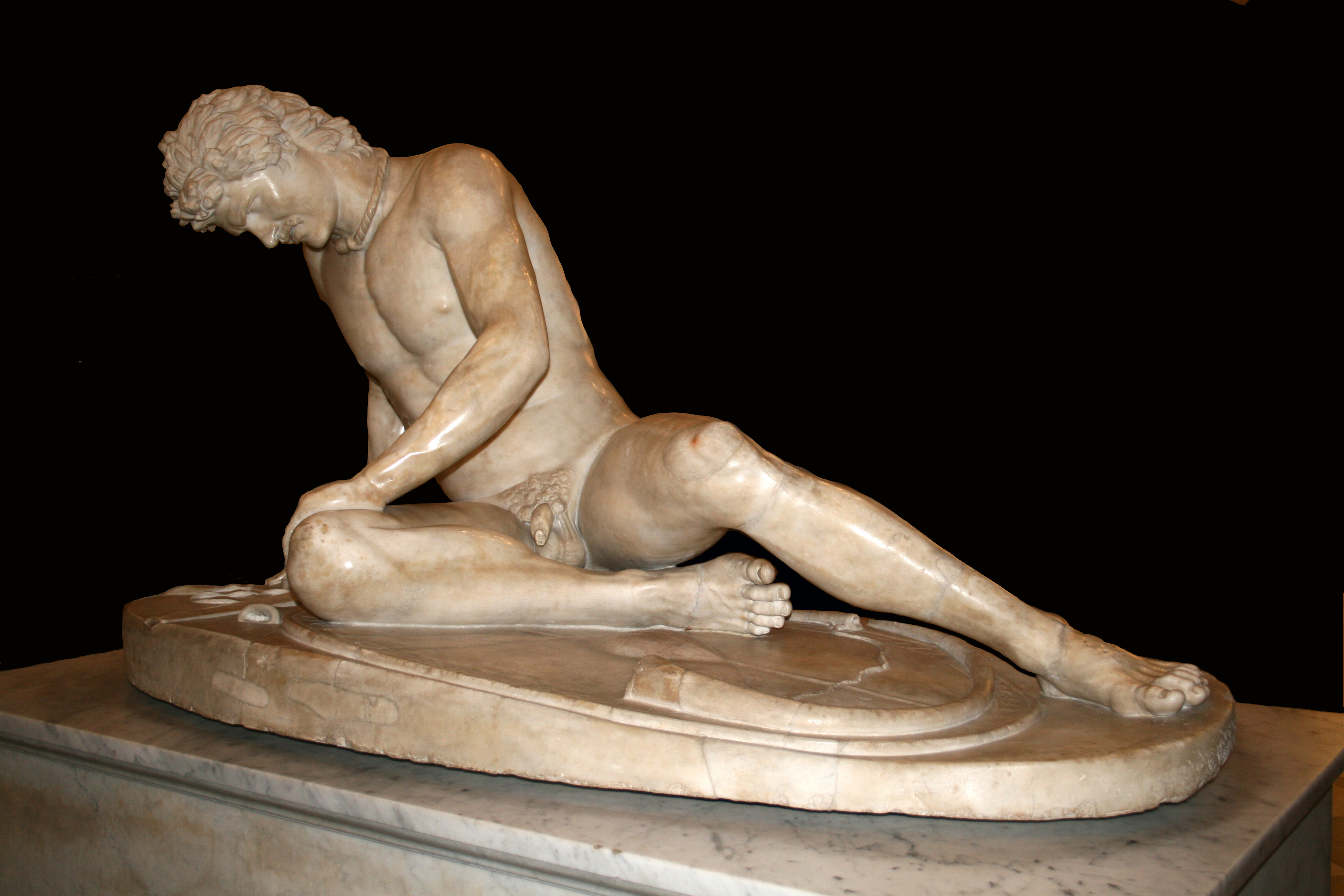
「瀕死のガリア人」。ヘレニズム時代を代表する彫刻で小アジアのペルガモン国王アッタロス1世がガラティア人（ガリア人）に勝利した記念に作らせたものとされる。画像はローマ時代の模造でカピトリーノ美術館に所蔵されている。

ハンニバルのアルプス越え。第二次ポエニ戦争ではカルタゴ側の将軍ハンニバルが巧みな軍略でローマ軍を翻弄した。イベリア半島から遠路はるばるアルプスを象で越え油断していたローマの背後を不意打ちしたことで有名である。

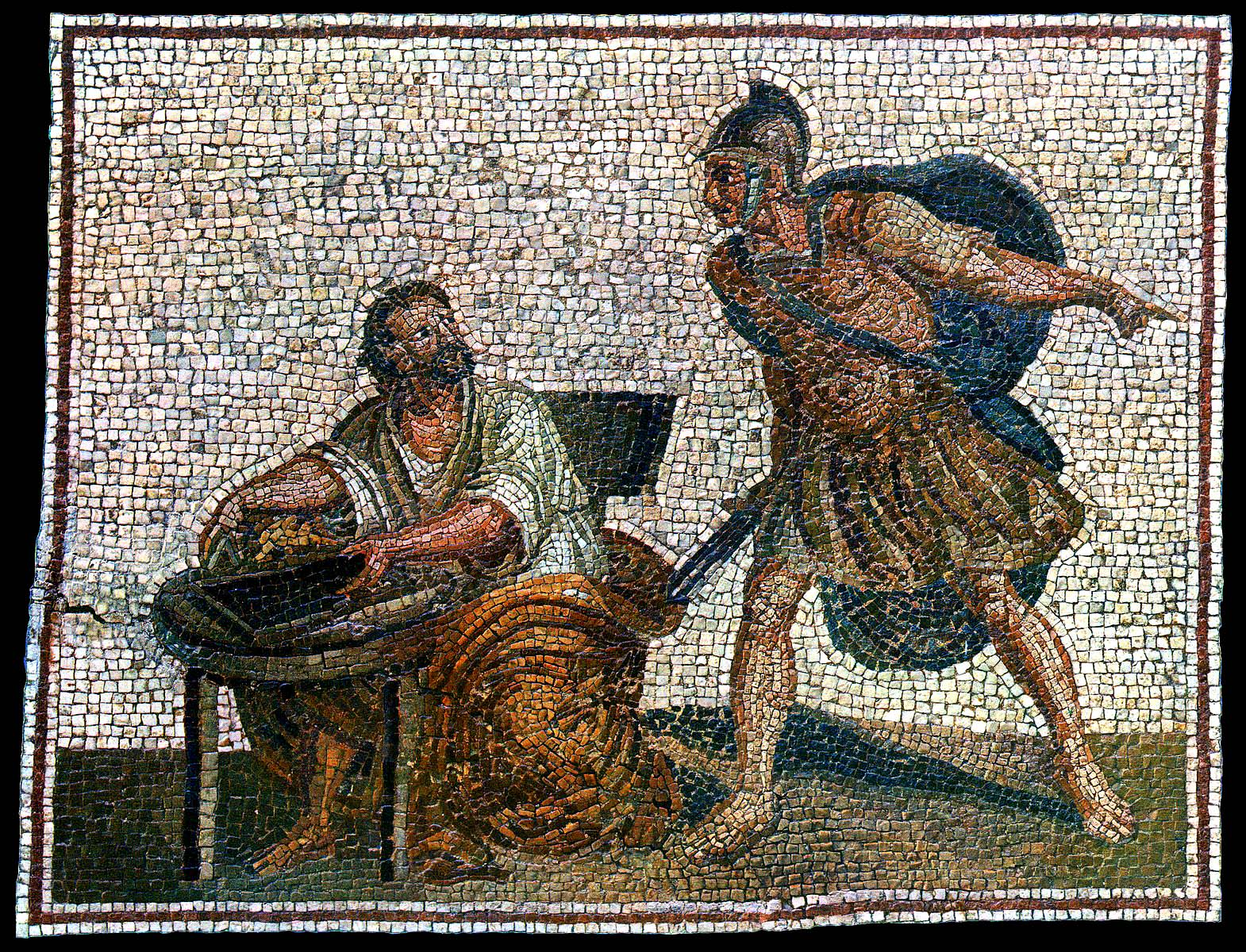
アルキメデス。シラクサ王ヒエロン2世に仕えた学者で、風呂に入ってる途中で王冠の真贋を見極める方法を発見したなど逸話に事欠かない。画像は紀元後2世紀のモザイク画でローマの兵士に殺害される寸前のアルキメデスを描いている。

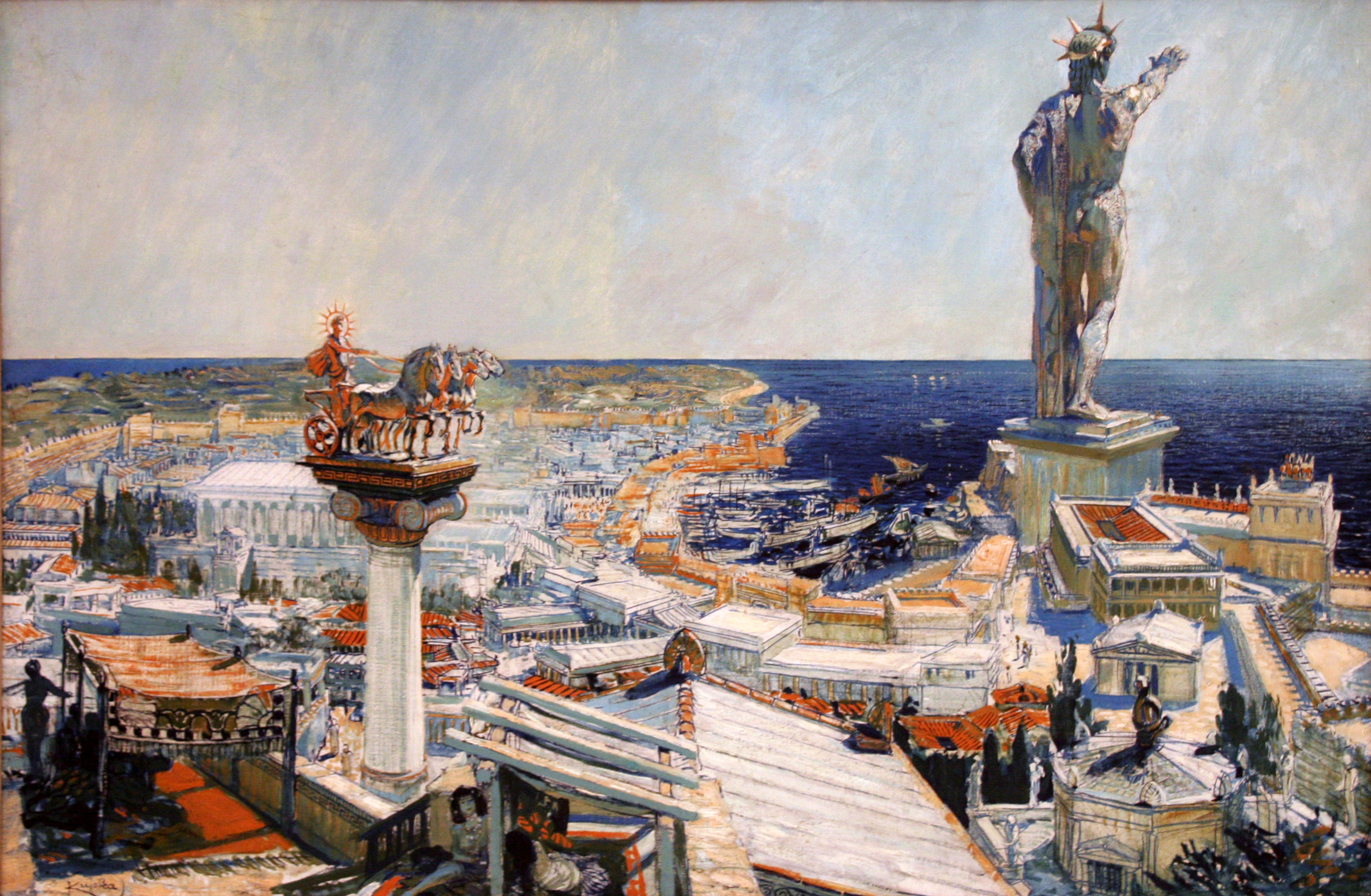
ロドス島の巨像。ロドス島住民がプトレマイオス朝に与しセレウコス朝を退散させた記念にリンドスのカレスによって作られた太陽神ヘリオスの青銅の像で「世界の七不思議」の一つでもあった。画像はその再現画。

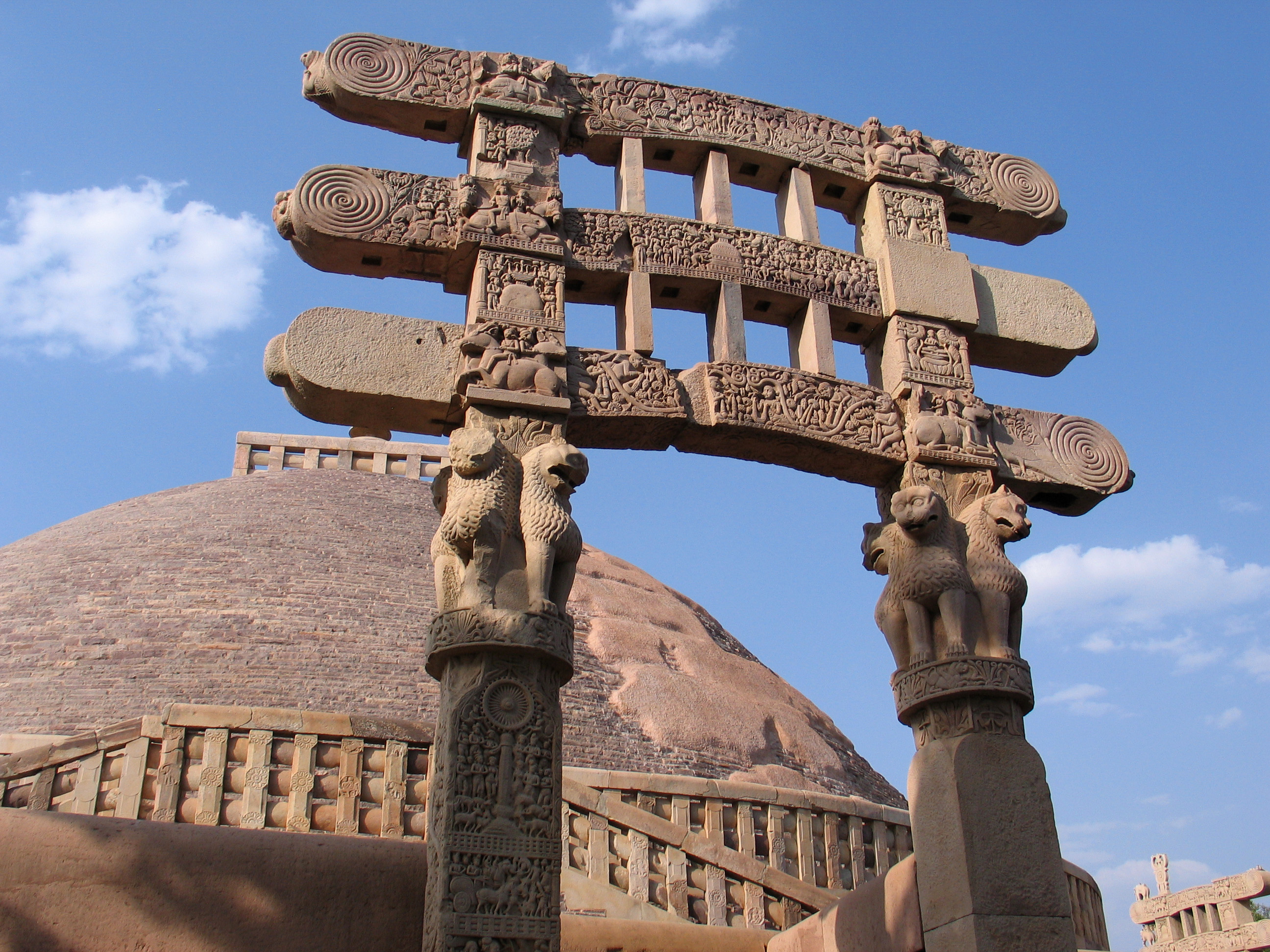
マウリア朝のアショーカ王。最初のインド統一を果たしたアショーカ王は仏教の興隆にも力を尽くした。画像はサーンチーの第一ストゥーパ（仏塔）でアショーカ王の時代に建立されシュンガ朝・アーンドラ朝で拡張された。仏塔の前に立つトーラナ（塔門）には獅子像がある。

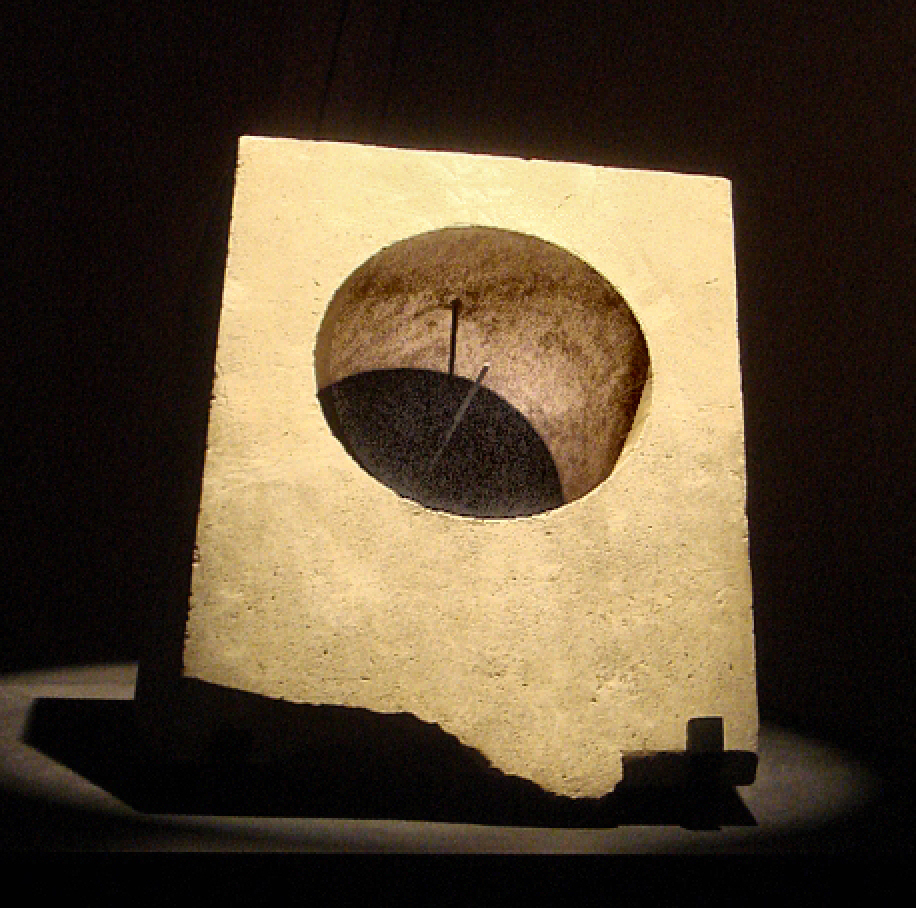
グレコ・バクトリア王国。アレクサンドロス大王の東方遠征の残留ギリシア人によりこの王国は現在のアフガニスタンに建国された。画像はアイ・ハヌム遺跡から出土した日時計でインド天文学の影響が窺われる。

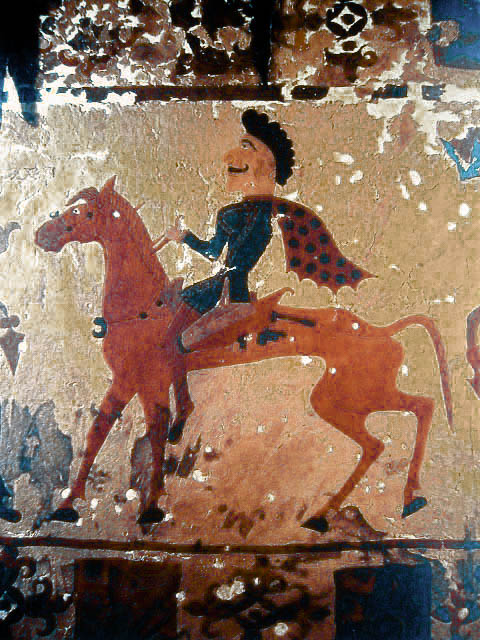
パジリク古墳群。ロシア連邦アルタイ共和国にあるスキタイ文化の影響を受けた騎馬民族の古墳で、入れ墨をした遺体と数多くの副葬品が出土した。画像は古墳の壁面覆いの「乗馬する男」。

紀元前3世紀（きげんぜんさんせいき）は、西暦による紀元前300年から紀元前201年までの100年間を指す世紀。

## できごと

### 日本
- 弥生時代の進展。
  - 古墳時代に先立って、この時代に、方丘墓と円丘墓があった。
    - 一般に方形周溝墓・方形低墳丘墓と呼ばれる。
    - 北部九州では、方丘墓が少なく、甕棺墓が多い。
    - 近畿地方では、方丘墓が多い。
    - 瀬戸内東部地域では、円丘墓が出現する。
- 続縄文時代。
  - 本州北部から北海道では狩猟・漁労の生活が継続する。

### 中国（周・戦国時代から秦・前漢）
- 紀元前300年頃 - 湖北省の郭店一号楚墓が造営され、大量の竹簡（郭店楚簡）も納められる。
- 紀元前299年頃 - 楚の懐王が秦に抑留され、代わって頃襄王が即位。
- 紀元前296年 - 趙の武霊王が中山国を滅ぼす。
- 紀元前293年 - 伊闕の戦いで白起率いる秦軍が韓・魏連合軍を破る。
- 紀元前286年 - 斉が宋を滅ぼす。
- 紀元前284年 - 燕の楽毅が率いる秦・楚・韓・趙・魏・燕6国連合軍が斉を攻め臨淄が陥落（済西の戦い）。
- 紀元前284年 - 秦と趙による黽池の会盟。
- 紀元前278年 - 白起率いる秦軍が楚の都郢を陥落させる。
  - 楚は陳に遷都する。楚の詩人屈原が汨羅江に入水自殺する。
- 紀元前269年 - 閼与の戦いで趙奢率いる趙軍が秦軍を大破する。
- 紀元前269年 - 陘城の戦いで白起率いる秦軍が韓兵5万人を殺害する。
- 紀元前260年 - 長平の戦いで白起率いる秦軍が趙兵40万人を殺害する。
- 紀元前256年 - 秦が東周を滅ぼす。楚が魯を滅ぼす。
- 紀元前249年 - 呂不韋が秦の丞相となる。
- 紀元前247年 - 秦王政の即位。
- 紀元前241年 - 函谷関の戦い、蕞の戦い。春申君により楚が寿春に遷都する。
- 紀元前238年
  - 秦の長信侯嫪毐の乱が鎮圧され、連座して呂不韋が失脚、李斯が丞相となる。
  - 楚の考烈王が死去し、春申君が殺害される。
    - 考烈王の陵墓は安徽省淮南市の武王墩一号墓（中国語版）と特定されている。
- 紀元前230年 - 秦が韓を滅ぼす。
- 紀元前228年 - 秦が趙を滅ぼす。
- 紀元前227年 - 荊軻による秦王政暗殺未遂事件。
- 紀元前225年 - 秦が魏を滅ぼす。
- 紀元前223年 - 秦が楚を滅ぼす。
- 紀元前222年 - 秦が燕を滅ぼす。
- 紀元前221年 - 秦王政が斉を滅ぼし中国を統一する（ - 紀元前206年）。
  - 秦王政は始皇帝と名乗る。丞相を中心とする官制を整備。度量衡を統一。万里の長城建設。
- 紀元前219年 - 始皇帝が泰山で封禅の儀式を行う。「泰山刻石」が作られる。
- 紀元前217年 - 睡虎地秦簡が埋葬者とともに墓に納められる。
- 紀元前214年 - 秦の百越征服が終わり、南海郡・桂林郡・象郡を設置する。霊渠が完成する。
- 紀元前213年 - 秦の始皇帝が宰相の李斯の進言により焚書坑儒を実施。
- 紀元前210年 - 秦の始皇帝が死去し、始皇帝陵（驪山陵）に埋葬される。二世皇帝胡亥が即位。
- 紀元前209年 - 陳勝・呉広の乱。
- 紀元前207年 - 望夷宮の変で胡亥が殺害される。趙高を倒した秦王子嬰が即位。
- 紀元前206年 - 子嬰降伏による秦の滅亡。鴻門の会。楚漢戦争始まる。
- 紀元前202年 - 垓下の戦いで劉邦が項羽を滅ぼし、前漢を建てる（ - 紀元後8年）

### 北アジア
- 紀元前3世紀前半 - 後期スキタイ文化を代表するパジリク古墳群（アルタイ共和国）が造営された。
- 紀元前219年 - 匈奴が秦の蒙恬に討たれオルドスより撤退。
- 紀元前209年 - 父の頭曼単于を倒し、冒頓単于が匈奴の支配者となる。東胡を滅ぼし、月氏を西走させる。

### 東南アジア
- 紀元前203年 - 趙佗が南越国を建国。

### 南アジア
- インド人交易者がしばしばアラビア半島に来航。
- 紀元前268年頃 - マウリヤ朝第3代アショーカ王が即位。
- 紀元前261年頃 - アショーカ王がカリンガ国を征服。
- 紀元前256年頃 - スリランカに仏教伝わる。
- 紀元前244年頃 - 第3回仏典結集。

### 中央アジア・西アジア
- スキュタイ人がソグディアナ（現在のウズベキスタン）を征服。
- 紀元前255年 - ギリシア人ディオドトス1世がセレウコス朝シリアより独立してバクトリア王国成立。
  - 都はバクトラ（現バルフ、バラヒッサール遺跡）で、他にアムダリア川北岸のタフティサンギン（英語版）遺跡（バクトリアの遺宝）や、南岸のアイ・ハヌム遺跡が有名。
- 紀元前248年 - アルサケス1世によりパルティア王国が成立。

### 地中海世界

#### ローマ
- 紀元前300年 - ローマでオグルニウス法が成立。
- 紀元前298年 - 第三次サムニウム戦争（ - 紀元前290年）。
- 紀元前287年 - ローマでホルテンシウス法が成立。
- 紀元前286年 - ローマでアクィリウス法が成立。
- 紀元前280年 - ピュロス戦争が始まる（ - 紀元前275年）。
- 紀元前280年頃 - ローマで青銅貨アスが鋳造される。
- 紀元前272年 - ローマがギリシア植民市のタレントゥムを占領（イタリア半島征服）。
- 紀元前264年
  - ローマとカルタゴとの間に第一次ポエニ戦争始まる（ - 紀元前241年）。
  - ローマが最後のエトルリア人勢力の拠点ウォルシニーを陥落させる。
- 紀元前250年頃 - 紀元後400年頃 - ローマの温暖期（英語版）。
- 紀元前242年 - ローマで外国人係法務官（プラエトル・ペレグリヌス）が設置される（万民法の起源となる）。
- 紀元前241年 - 第一次ポエニ戦争にてローマが勝利してシチリア島を獲得し、ローマの属州とする。
- 紀元前227年 - カルタゴ将軍ハスドルバル・バルカがカルト・ハダシュト（カルタゴ・ノウァ．現カルタヘナ）を建設。
- 紀元前225年 - テラモンの戦いで、ローマ軍がガリア連合軍団に勝利する。
- 紀元前222年 - メディオラヌムがローマに征服される。
- 紀元前219年 - ローマとカルタゴとの間に第二次ポエニ戦争始まる（ - 紀元前201年）。
  - 紀元前218年 - ハンニバルのアルプス越え。
  - 紀元前217年 - トラシメヌス湖畔の戦いでローマ敗北、独裁官にファビウスが選出される。
  - 紀元前216年 - カンナエの戦い。
  - 紀元前212年 - ローマがシチリア島のシュラクサイを占領、アルキメデスが殺害される。
  - 紀元前211年頃 - ローマでデナリウス銀貨が発行される。
  - 紀元前202年 - ザマの戦い。
  - 紀元前201年 - 第二次ポエニ戦争でのローマの勝利が確定、ローマはヒスパニアを獲得する。
- 紀元前203年 - 「マグナ・マテル」としてキュベレー信仰がローマに公式にもたらされる（キュベレ崇拝のローマ到来）。

#### ギリシア・小アジア
- 紀元前284年 - ロドス島の巨像が完成する。
- 紀元前282年 - アッタロス朝ペルガモン王国成立。
- 紀元前281年
  - コルペディオンの戦い。
    - ディアドコイ戦争の最後の戦闘で、シリア王セレウコス1世がトラキア王リュシマコスを敗死させる。

  - ポントス王ミトリダテス1世が自立する。
- 紀元前280年頃 - アカイア同盟の結成。
- 紀元前279年 - ガラティア人（ケルト人）がデルフォイ神殿を略奪。
- 紀元前276年 - アンティゴノス朝マケドニア成立。
- 紀元前272年 - スパルタ包囲戦（英語版）、アルゴスの戦い（英語版）、エピロス王ピュロスの戦死。
- 紀元前241年 - ペルガモン国王アッタロス1世がガラティア人を撃退する。
- 紀元前215年 - 第一次マケドニア戦争始まる（ - 紀元前205年）。

#### エジプト・シリア
- 紀元前300年 - セレウコス朝のセレウコス1世が父アンティオコスを記念して都市アンティオキアを建設。
- 紀元前290年 - アレクサンドリアにムセイオン創立。
- 紀元前277年 - プトレマイオス朝エジプトとセレウコス朝シリアの間で第一次シリア戦争（‐紀元前272年）。
- 紀元前260年 - 第二次シリア戦争（ - 紀元前255年）。
- 紀元前247年 - 第三次シリア戦争（ - 紀元前241年）。
- 紀元前238年 - プトレマイオス3世によりカノプス勅令が出される。
- 紀元前217年 - ラフィアの戦い。

### 中央ヨーロッパ・北ヨーロッパ
- 紀元前3世紀 - 中期ラ・テーヌ文化時代（ - 紀元前1世紀）。
  - テムズ川から発見された「バターシーの盾（英語版）」（大英博物館蔵）が作られる。
  - 南フランスのロクペルテューズ（フランス語版）に頭蓋骨崇拝の聖所が設けられる。
- 紀元前300年頃 - ケルト系ビトゥルゲス族によりブルディガラ（現ボルドー）が建設される。

## 人物

### 中国と周辺諸国
- 武霊王（？ - 紀元前295年） - 戦国時代の趙の王（在位前326年 - 前298年）・胡服騎射を取り入れて趙を軍事強国とした
- 孟子（前372年？ - 前289年） - 戦国時代の儒家（性善説）・『孟子』を著し仁義に基づく王道政治を理想とする
- 許行（中国語版）（生没年不詳） - 戦国時代の農家の思想家・君民平等に農耕する自給自足社会を理想とした・孟子との論争でも有名
- 荘子（前369年？ - 前286年？） - 戦国時代の道家の思想家・諸侯の招聘を拒否し隠棲・著作『荘子』では万物斉同の思想を展開
- 屈原（前343年 - 前278年） - 戦国時代の政治家・楚の懐王の抑留に絶望し汨羅の淵に身を投げ死ぬ・『楚辞』の代表的詩人
- 湣王（？ - 前284年） - 戦国時代の斉の王（在位前300年 - 前284年）・秦と斉の二強時代で東帝を称すが燕の楽毅に大敗する
- 孟嘗君（？ - 前279年） - 戦国時代の斉の公子で宰相・戦国四君の一人・食客を多数擁し「鶏鳴狗盗」の故事で有名・塩氏の戦いで秦に勝利
- 楽毅（生没年不詳） - 戦国時代の燕の将軍で昭王に仕える・五ヶ国連合軍（趙・魏・韓・秦・燕）を指揮し孟嘗君不在の斉を蹂躙する
- 田単（生没年不詳） - 戦国時代の斉の武将・燕の楽毅により滅亡寸前に追い詰められた斉を知略で救い臨淄ほかの領土を奪還
- 趙奢（生没年不詳） - 戦国時代の趙の将軍・閼与の戦いで秦を撃破する・息子趙括の不才ぶりを予見していたことでも有名
- 廉頗（生没年不詳） - 戦国時代の趙の将軍・藺相如とともに恵文王に仕える・藺相如との「刎頸の交わり」の故事で知られる
- 藺相如（生没年不詳） - 戦国時代の趙の政治家・廉頗とともに恵文王に仕える・「完璧」や「黽池の会」の外交で知られる
- 昭襄王（？ - 前251年) - 戦国時代の秦の王（在位前306年 - 前251年）・領土を拡張し東周を滅ぼす・斉の湣王に呼応し西帝を自称
- 范雎（生没年不詳） - 戦国時代の秦の政治家・昭襄王に丞相として仕え遠交近攻策を唱える・讒言して白起を誅殺させた
- 白起（？ - 前257年） - 戦国時代の秦の将軍・趙との長平の戦いにて大勝利を収める・昭襄王に仕えるが范雎に警戒され自害する
- 平原君（？ - 前250年） - 戦国時代の趙の公子で政治家・戦国四君の一人・長平の戦いの敗北後も趙都邯鄲を死守する
- 公孫竜（前320年頃 - 前250年） - 戦国時代の思想家で趙の平原君に仕える・名家の代表的人物で「白馬非馬説」が有名
- 劇辛（？ - 前242年） - 戦国時代の趙の出身の燕の将軍・楽毅の協力者・趙に攻撃を仕掛けるも龐煖に敗北し戦死する
- 龐煖（生没年不詳） - 戦国時代の趙の将軍・思想家・悼襄王のもと廉頗出奔後の筆頭将軍として燕の劇辛を倒し合従軍を指揮
- 鄒衍（前305年頃 - 前240年） - 戦国時代の思想家で斉の稷下学派の一人・陰陽家として陰陽五行思想を大成する
- 信陵君（？ - 前244年） - 戦国時代の魏の公子・政治家・軍人・戦国四君の一人・五国連合軍を率いて河外の戦いで秦軍を撃退
- 春申君（？ - 前238年） - 戦国時代の楚の政治家・戦国四君の一人・考烈王を擁立し楚を立て直すが蕞の戦いに敗北し暗殺される
- 荀子（前313年？ - 前238年？） - 戦国時代の儒家（性悪説）・斉の襄王に仕える稷下学派の一人・後に楚の春申君に用いられる
- 呂不韋（？ - 前235年） -  戦国時代の秦の政治家・大商人・荘襄王に仕え丞相となるがやがて没落・『呂氏春秋』を編纂
- 韓非（前280年頃？ - 前233年） - 戦国時代の思想家・法家の代表で『韓非子』を著す・秦に招かれるも李斯に妬まれ殺害されたか
- 李牧（？ - 前229年） - 戦国時代の趙の武将・宜安や番吾の戦いで秦を撃退・衰勢の趙を支えるが秦の陰謀で処刑される
- 荊軻（？ - 前227年） - 戦国時代の刺客・燕の太子丹の命を受け秦王政（後の始皇帝）の暗殺を謀るが失敗し殺される
- 王翦（生没年不詳） - 戦国時代の秦の将軍・秦王政（後の始皇帝）に仕え趙・燕・楚を滅ぼし王賁とともに秦の天下統一に貢献した
- 始皇帝（前259年 - 前210年） - 秦の初代皇帝（在位紀元前246年 - 紀元前210年）・戦国時代を終わらせ中国を統一
- 徐福（生没年不詳） - 秦の方士・三神山（蓬莱・方丈・瀛州）の不老長寿薬を始皇帝に吹聴・海を渡り日本に到来した伝説がある
- 蒙恬（？ - 前210年） - 秦の将軍・長城を築き匈奴をオルドス地方から追い払う・始皇帝死後は扶蘇とともに自殺を命じられる
- 李斯（？ - 前208年） - 秦の政治家（丞相）・度量衡統一や焚書坑儒など秦の体制確立に貢献・始皇帝死後に処刑される
- 趙高（？ - 前207年） - 秦の宦官・「馬鹿」の故事で知られる二世皇帝胡亥に近侍し李斯を処刑させる・子嬰に殺される
- 陳勝（？ - 前209年） -  秦末の反乱指導者・陳勝・呉広の乱により張楚王を名乗る・秦軍に鎮圧されるが反乱は拡大
- 章邯（？ - 前205年） - 秦の将軍・陳勝・呉広の乱を鎮圧するがこの功を賞されず項羽に降伏・楚漢戦争の混乱で自殺
- 劉邦（前256年/前247年 - 前195年） - 前漢の初代皇帝（高祖）（在位前202年 - 前195年）・楚漢の戦いを制し天下を統一
- 呂雉（？ - 前180年） - 前漢の高祖劉邦の皇后・恵帝の母・劉邦の死後に政権を恣にし呂氏一族を登用する
- 項羽（前232年 - 前202年） - 西楚の覇王（在位前206年 - 前202年）・楚漢戦争で劉邦と戦うが垓下の戦いで自殺
- 韓信（？ - 前196年） - 秦末漢初の武将・劉邦に仕え垓下の戦いでは項羽を滅ぼす主力となる・後に粛清される・漢の三傑の一人
- 蕭何（？ - 前193年） - 秦末漢初の政治家・劉邦に仕え内政を担当し前漢の丞相となる・法典「九章律」を制定か？漢の三傑の一人
- 張良（？ - 前186年） - 秦末漢初の政治家・劉邦に仕え鴻門の会などで活躍・前漢の成立後は一線を退く・漢の三傑の一人
- 陳平（？ - 前178年） - 秦末漢初の政治家・劉邦に仕え楚漢戦争で謀略をめぐらす・劉邦没後に丞相となる
- 冒頓単于（？ - 前174年） - 匈奴の単于（在位前209年 - 前174年）・月氏や東胡を討ち国家統一・秦から前漢の中国を圧倒する

### 地中海世界

#### ヘレニズム諸国家とギリシア
- プトレマイオス1世（前367年頃 - 前283年頃） - プトレマイオス朝エジプトの初代国王（在位前323年 - 前285年）
- マネト（生没年不詳） - エジプトの歴史家・神官・プトレマイオス朝に仕えギリシア語で30王朝に区分した『エジプト史』を著す
- クニドスのソストラトス（生没年不詳） - プトレマイオス朝に仕えた建築家・技術者・アレクサンドリアの大灯台の銘文に名が残る
- セレウコス1世（前358年 - 前281年） - セレウコス朝シリアの初代国王（在位前312年 - 前281年）・アンティオキアを建設
- ベロッソス（生没年不詳） - バビロニアの著述家・セレウコス朝に仕え『バビロニア誌』を著す・占星術師でもあったか
- フィレタイロス（前343年 - 前263年） - アッタロス朝ペルガモン王国の初代国王（在位前282年 - 前263年）
- エピクロス（前341年 - 前270年） - ギリシアのヘレニズム期の哲学者・「アタラクシア」を理想とするエピクロス派の祖
- キティオンのゼノン（前335年 - 前263年） - ギリシアのヘレニズム期の哲学者・「アパテイア」を理想とするストア派の祖
- メニッポス（生没年不詳） - ギリシアのキュニコス派哲学者・風刺家として知られ「メニッポス的風刺」は後世ルキアノスらに影響を与える
- ヘロフィロス（前335年 - 前280年） - ギリシアの医学者・アレクサンドリア医学校を創設・人体解剖に基づく理論を構築
- ゼノドトス（英語版）（前325年頃 - 前260年頃） - エジプトのアレクサンドリア図書館初代館長・ホメロスの著作の校訂でも有名
- エウクレイデス（前330年頃 - 前275年頃） - ギリシアの数学者・『原論（ストイケイア）』でいわゆるユークリッド幾何学を大成
- アンティゴノス2世ゴナタス（前319年 - 前239年） - アンティゴノス朝マケドニアの国王（在位前277年 - 前239年）・ガラティア人を撃退
- ピュロス（前319年 - 前272年） - ギリシアのイピロス王・マケドニア王・南イタリアをめぐりローマと戦った・「ピュロスの勝利」でも有名
- アルケシラオス（前316年/前315年頃 - 前241年/前240年頃） - ギリシャの哲学者・アカデメイア学頭・エポケーと懐疑主義を学派に導入
- テオクリトス（前315年頃 - 前250年頃） - シチリア出身の詩人・「牧歌（パストラル）」の創始者・「小情景詩」三十編を著す
- サモスのアリスタルコス（前310年 - 前230年頃） - ギリシアの天文学者・『太陽と月の大きさと距離について』で地動説を提唱
- カリマコス（前310年/前305年 - 前240年） - エジプトの詩人・批評家・アレクサンドリア図書館の図書目録『ピケナス』を作成
- プトレマイオス2世（前308年 - 前246年） - プトレマイオス朝エジプトの国王（在位前288年 - 前246年）・七十人訳聖書の翻訳を命じる
- エラシストラトス（前304年頃 - 前250年頃） - ケオス島出身の医学者・大脳と小脳の区分や循環器などを研究し最初の生理学者とされる
- ロドスのアポロニオス（前3世紀初期 - 前246年以降） - エジプトのアレクサンドリア第2代図書館長・詩人で『アルゴナウティカ』を書く
- シュラクサイのアルキメデス（前287年 - 前212年） - シチリアの数学者・物理学者・「浮体の原理」や「円周率の計算」で知られる
- クテシビオス（活躍時期 前285年 - 前222年頃） - エジプトのアレクサンドリア博物館長・ポンプや空気砲で「気体力学の父」と呼ばれる
- ソロイのクリュシッポス（前280年 - 前206年） - ギリシアのストア派の哲学者・メガラ学派の影響から命題論理学を構築する
- エラトステネス（前276年頃 - 前194年頃） - エジプトのアレクサンドリア第3代図書館長・天文学者・数学者・地理学者・地球の測定を行う
- ペルガのアポロニウス(前262年頃 - 前190年頃） - ギリシアの数学者・『円錐曲線論』の著者で「アポロニウスの円」で有名
- ビザンティウムのフィロン（前260年 - 前180年） - ギリシアの数学者・技術者・旅行家・「世界の七不思議」を取り上げる
- アンティオコス3世（前241年 - 前187年） - セレウコス朝の国王（在位前223 - 前187年）・東方で領土拡大・ローマとの戦争で敗北

#### 共和政ローマとカルタゴ
- マニウス・クリウス・デンタトゥス（前330年 - 前270年） - 共和政ローマの執政官・サムニウム戦争を終結させたピュロス王を撃退した
- クィントゥス・オグルニウス・ガルス（前330年頃 - 前250年頃） - 共和政ローマの執政官・平民も神官となれるオグルニウス法を制定
- クィントゥス・ホルテンシウス（生没年不詳） - 共和政ローマの独裁官（在職前287年）・ホルテンシウス法を制定する
- ガイウス・ルタティウス・カトゥルス（生没年不詳） - 共和政ローマの執政官（在職前242年）・アエガテス諸島沖の海戦でカルタゴに勝利する
- クィントゥス・ファビウス・マクシムス（前275年 - 前203年） - 共和政ローマの政治家・執政官と独裁官・持久戦でカルタゴを攪乱
- マルクス・クラウディウス・マルケッルス（前268年 - 前208年） - 共和政ローマの政治家・軍人・カルタゴとの激戦で「ローマの剣」と呼ばれた
- ルキウス・アエミリウス・パウルス（？ - 前216年） - 共和政ローマの執政官（在職前219年・前216年）・カンナエの戦いで敗死
- ガイウス・テレンティウス・ウァロ（生没年不詳） - 共和政ローマの執政官（在職前216年）・カンナエの戦いで敗北し逃亡
- ハンニバル・バルカ（前247年 - 前183年） - カルタゴの将軍・アルプス越えからイタリアを急襲しカンナエの戦いでローマ軍に大勝利
- 大スキピオ（前236年 - 前184年） - 共和政ローマの執政官・北アフリカに上陸しハンニバルをザマの戦いで打ち破る

### 南アジア・西アジア
- チャンドラグプタ（生没年不明） - インドのマウリヤ朝の初代の王（在位前317年頃 - 前293年頃）・アレクサンドロス3世（大王）と親交あり？
- カウティリヤ（前350年 - 前283年） - チャンドラグプタの宰相であり軍師・『実利論』を著し「インドのマキャヴェリ」と呼ばれる
- アショーカ（生没年不明） - インドのマウリヤ朝の第3代の王（在位前268年 - 前232年）・「ダルマの政治」を行ったとされる
- モッガリプッタ・ティッサ（英語版）（生没年不詳） - インドの仏教僧・アショーカ王に仕え仏典結集を指揮する・マヒンダの師
- マヒンダ（前285年 - 前205年） - スリランカに仏教を伝えた比丘（長老）・インドのアショーカ王の王子（または弟）とされる
- メガステネス（生没年未詳） - セレウコス朝に仕えたギリシア人の使者・マウリヤ朝へ赴きインドの内情を記した『インド誌』を著す
- ディオドトス1世（前285年頃 - 前239年頃） - ギリシア系バクトリア王国初代国王（在位前256年頃 - 前240年頃）・シリアから独立
- アルサケス1世（？ - 前211年頃） - アルサケス朝パルティアの初代国王（在位前247年頃 - 前211年頃）